# 拉珀斯维尔

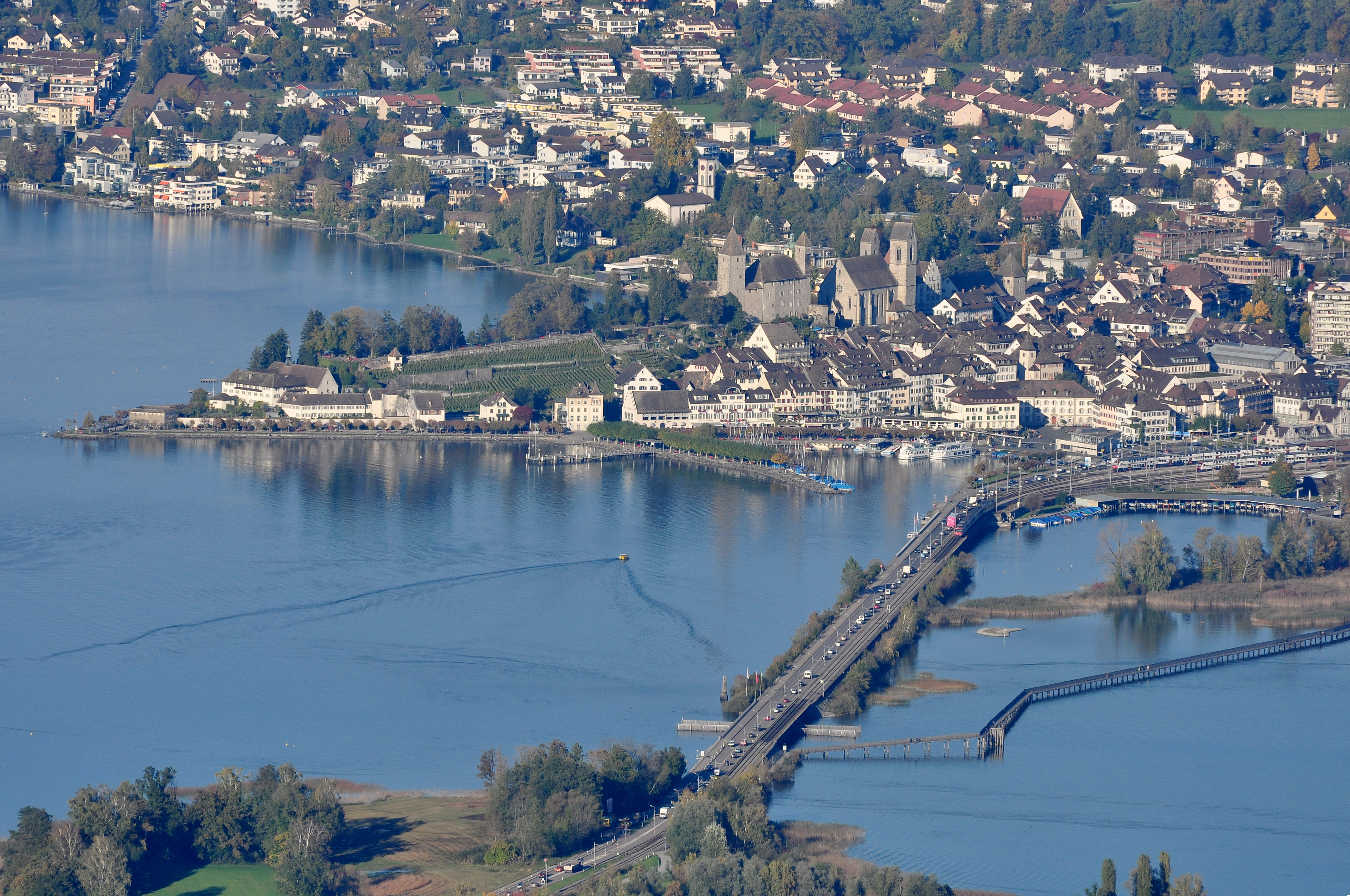
Rapperswil

拉珀斯维尔（德語：Rapperswil）是瑞士圣加仑州的前自治市，2007年1月被划入拉珀斯維爾-約納自治市。位于苏黎世湖东部。
这个镇的主要景点都集中在拉珀斯维尔老城，其中世纪的小巷保留完好。拉珀斯维尔的主要景点是玫瑰花园、拉珀斯维尔城堡、重建的到赫登（Hurden）木桥以及桥上的教堂、嘉布遣会的修道院、多个地点的中世纪防御工事遗迹、拉珀斯维尔海港。
拉珀斯维尔经常被称作玫瑰之城，有3个公园展示各种玫瑰，从6月到10月，可以观赏到总计超过600种15000株植物。

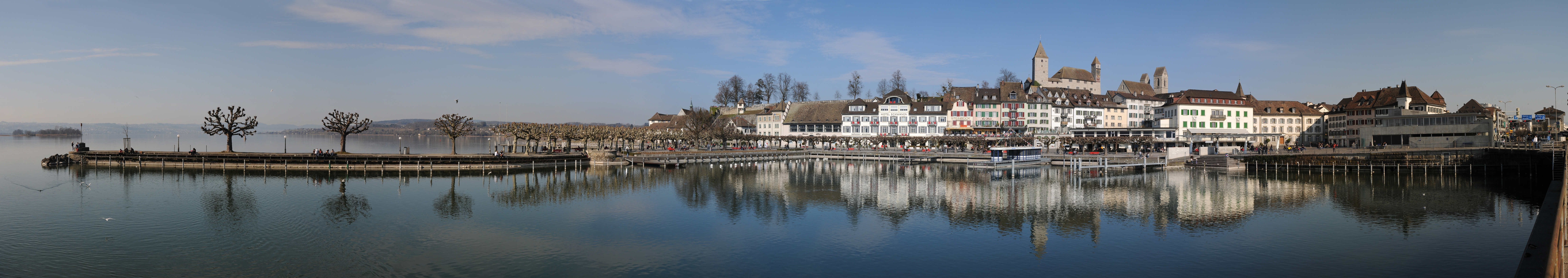
拉珀斯维尔